# Protonebula altera
Protonebula altera är en fjärilsart som beskrevs av Max Joseph Bastelberger 1911. Protonebula altera ingår i släktet Protonebula och familjen mätare. Inga underarter finns listade i Catalogue of Life.